# Villa Torrigiani di Valdigelata
Villa Torrigiani di Valdigelata si trova in via della Villa a Vico d'Elsa, frazione di Barberino Val d'Elsa.
Da non confondere con la Fattoria Torrigiani, situata nella piazza del paese.

## Storia e descrizione
La villa fu edificata su un poggio appena fuori dal borgo nel 1890-1896, per i Torrigiani che ne fecero un luogo di residenza a discapito della vecchia fattoria, da allora usata come centro direzionale delle attività agricole. 
Si accede alla villa tramite un vialetto d'accesso, a partire da una rotonda delimitata da siepi in bosso. L'edificio ha la forma di una palazzina neoclassica, con pianta compatta a parallelepipedo e prospetti simmetrici ravvivati da aperture regolari. I tetto è a quattro falde e culmina in un torrino-osservatorio. All'interno le sale presentano decorazioni in stile liberty, opera di Galileo Chini. Tutt'intorno si trova un parco romantico.